# Flugplatz Lauriston

i7
i11
i13
Der Flugplatz Lauriston (englisch Lauriston Airport; IATA-Code: CRU, ICAO-Code: TGPZ) ist der einzige Flugplatz auf Carriacou, einer Insel der Grenadinen, die zum Staat Grenada gehört. Er liegt an der Nordküste der Insel etwa zwei Kilometer südwestlich deren Hauptorts Hillsborough.

## Anlagen
Die ungefähr in Ost-West-Richtung verlaufende asphaltierte Start- und Landebahn des Flugplatzes weist eine Länge von 800 Metern auf. Sie ist durch eine kurze Rollbahn mit dem nördlich von ihr gelegenen Vorfeld verbunden, an dessen Nordseite sich ein kleines Terminalgebäude befindet.
Der Flughafen konnte bisher (Stand 2024) nur tagsüber angeflogen werden, da er weder mit Landebahnbefeuerung noch mit Navigations- oder Landehilfen ausgestattet war. Es ist geplant, den Flugplatz bis zum Jahresende 2024 für Nachtlandungen tauglich zu machen. Mit den entsprechenden Arbeiten wurde im Mai 2024 begonnen.
Am 1. Juli 2024 zog das Zentrum des Hurrikans „Beryl“ über die Insel Carriacou und verursachte schwere Verwüstungen, von denen auch der Flugplatz Lauriston betroffen war. Der Flugbetrieb wurde eingestellt und konnte erst am 5. August unter zum Teil provisorischen Bedingungen wieder aufgenommen werden.

## Betrieb
Der Flugplatz Lauriston wird hauptsächlich für Charter- und Privatflüge genutzt. Im Linienverkehr wird er nur von SVG Air bedient, die an sechs Wochentagen Verbindungen von und nach Grenada sowie St. Vincent anbietet.